# Eden, Mississippi
Eden är en ort i Yazoo County i delstaten Mississippi, USA.